# Enzaue bei Roßwag und Burghalde
Enzaue bei Roßwag und Burghalde ist ein Naturschutzgebiet im Gebiet des Stadtteils Roßwag der Großen Kreisstadt Vaihingen an der Enz im Landkreis Ludwigsburg (NSG-Nummer 1.125) in Baden-Württemberg. Mit Verordnung  vom 11. September 1984 hat das Regierungspräsidium Stuttgart das Gebiet unter Naturschutz gestellt.

## Lage
Das Naturschutzgebiet liegt auf Gemarkung Roßwag in einer Schleife des Flusses Enz. Es ist Teil des FFH-Gebiets Nr. 7018-342 Enztal bei Mühlacker und des Vogelschutzgebiets Nr. 7019-441 Enztal bei Mühlhausen-Roßwag.

## Schutzzweck
Schutzzweck ist die Erhaltung des durch Wiesen, Einzelbäume und Baumgruppen geprägten Charakters der Enzaue sowie die Sicherung wertvoller Pflanzenstandorte in der »Burghalde« und am bewaldeten Enzufer durch entsprechende Nutzungsweise. Der Fluss und die Uferbereiche sollen ihren naturnahen Charakter beibehalten.